# Squatina oculata
A Squatina oculata a porcos halak (Chondrichthyes) osztályának angyalcápa-alakúak (Squatiniformes) rendjébe és az angyalcápafélék (Squatinidae) családjába tartozó faj.

## Előfordulása
A Squatina oculata előfordulási területe az Atlanti-óceán keleti részén és a Földközi-tengerben van. Marokkótól kezdve, egészen Angoláig megtalálható.

## Megjelenése
Ez az angyalcápafaj általában 120 centiméter hosszú, azonban 160 centiméteresre is megnőhet. A pofáján és a szemei fölött nagy tüskék láthatók. Az orrán kissé szerteágazó tapogatok ülnek. Az első hátúszó töve jóval hátrébb van, mint hasúszó. Testén feltűnő fehér foltok vannak.

## Életmódja
Szubtrópusi és trópusi, tengerfenéklakó halfaj, amely általában 50-100 méteres mélységekben él. Néha feljön a felszín közelébe, vagy lemerül 500 méter mélyre. A trópusokon a mélyebb levő élőhelyeket választja otthonául. A kontinentális self homokos és iszapos fenekén vadászik. Tápláléka kisebb halak.

## Szaporodása
Ál-elevenszülő állat, mivel a kis angyalcápák az anyjuk testében kelnek ki a tojásból.

## Felhasználása
A Squatina oculatának, csak kisebb mértékű halászata van.